# كليفتون كو
كليفتون كو (بالصينية: 高志森) هو كاتب سيناريو ومخرج صيني، ولد في 6 أغسطس 1958 في زونغشان في الصين.

## وصلات خارجية
- كليفتون كو على موقع IMDb (الإنجليزية)
- كليفتون كو على موقع ألو سيني (الفرنسية)
- كليفتون كو على موقع أول موفي (الإنجليزية)
- كليفتون كو على موقع قاعدة بيانات الفيلم (الإنجليزية)
- كليفتون كو على موقع كينوبويسك (الروسية)